# Championnat CJ Logistics Superrace 2022
Navigation
2021 2023
Le championnat CJ Korea Express   Superrace 2022 est la 17e saison du Superrace, elle se déroulera en 8 manches sur 4 tracés différents. Après 2 ans sans spectateurs, l'organisation a annoncé le retour de ces derniers cette saison. La catégorie Super 6000 intègre cette année un nouveau système de qualification et un championnat pour les fournisseurs des pneumatiques. Cette saison sera marquée par le 4e titres de Kim Jongkyum battant ainsi le record de titre obtenu en Super 6000.

## Calendrier
| Manche | Circuits                    | Dates                     | Cartes | Notes |
| ------ | --------------------------- | ------------------------- | --- | ----- |
| 1      | Everland Speedway           | 23 au 24 Avril            | [[Fichier:South Korea adm location map.svg\|200px\|{{#if:\|{{{alt}}}\|Championnat CJ Logistics Superrace 2022 est dans la page Corée du Sud .]]Everland KIC Inje | [ 4 ] |
| 2      | Korea International Circuit | 21 au 22 Mai              | [[Fichier:South Korea adm location map.svg\|200px\|{{#if:\|{{{alt}}}\|Championnat CJ Logistics Superrace 2022 est dans la page Corée du Sud .]]Everland KIC Inje | [ 5 ] |
| 3      | Inje Speedium               | 11 Juin (Course Nocturne) | [[Fichier:South Korea adm location map.svg\|200px\|{{#if:\|{{{alt}}}\|Championnat CJ Logistics Superrace 2022 est dans la page Corée du Sud .]]Everland KIC Inje |       |
| 4      | Korea International Circuit | 16 au 17 Juillet          | [[Fichier:South Korea adm location map.svg\|200px\|{{#if:\|{{{alt}}}\|Championnat CJ Logistics Superrace 2022 est dans la page Corée du Sud .]]Everland KIC Inje |       |
| 5      | Inje Speedium               | 20 au 21 Août             | [[Fichier:South Korea adm location map.svg\|200px\|{{#if:\|{{{alt}}}\|Championnat CJ Logistics Superrace 2022 est dans la page Corée du Sud .]]Everland KIC Inje |       |
| 6      | Korea International Circuit | 1er au 2 Octobre          | [[Fichier:South Korea adm location map.svg\|200px\|{{#if:\|{{{alt}}}\|Championnat CJ Logistics Superrace 2022 est dans la page Corée du Sud .]]Everland KIC Inje |       |
| 7      | Everland Speedway           | 22 Octobre                | [[Fichier:South Korea adm location map.svg\|200px\|{{#if:\|{{{alt}}}\|Championnat CJ Logistics Superrace 2022 est dans la page Corée du Sud .]]Everland KIC Inje |       |
| 8      | Everland Speedway           | 23 Octobre                | [[Fichier:South Korea adm location map.svg\|200px\|{{#if:\|{{{alt}}}\|Championnat CJ Logistics Superrace 2022 est dans la page Corée du Sud .]]Everland KIC Inje |       |

La 4e épreuve accueillera le Festival du sport automobile d'Asie.

## Repères en début de saison (Super 6000)

### Transferts
- Lee Chanjoon quitte LOAR Racing pour ECSTA Racing
- Jung Euichul quitte ECSTA Racing avec qui il a remporté le titre en 2016 et 2020 pour Vollgas Motorsport.
- Hwang Jinwoo quitte ASA&Jun-Fitted pour N'Fera Racing
- Seo Joo-Won quitte LOAR Racing pour L&K Motors.

### Débutants
- Lee Chang-wook quitte la catégorie Kumho GT1 pour la catégorie reine avec ECSTA Racing.

### Départ
- Noh Donggi quitte ECSTA Racing et le championnat à cause du service militaire[6].
- Choi Gwang-Bin quitte CJ Logistics Racing et le championnat à cause du service militaire[7].

### Retour
- Jeong Yeon-il revient dans la catégorie avec le CJ Logistics Racing.

## Écuries et Pilotes

### Super 6000
La catégorie étant monomarque, toutes les équipes possèdent au moins une Toyota GR Supra équipé d'un V8 de 6,2L produit par Général Motors pouvant produire 460ch.
| Équipes                   | No. | Pilote(s)      | Pneu | Manche |
| ------------------------- | --- | -------------- | ---- | ------ |
| Atlas BX Motorsports      | 01  | Kim Jongkyum   | H    | Toutes |
| Atlas BX Motorsports      | 08  | Roelof Bruins  | H    | Toutes |
| Atlas BX Motorsports      | 10  | Steven Cho     | H    | Toutes |
| ECSTA Racing              | 18  | Lee Chanjoon   | K    | Toutes |
| ECSTA Racing              | 24  | Lee Changwook  | K    | Toutes |
| ECSTA Racing              | 55  | Lee Jungwoo    | K    | Toutes |
| Seohan GP                 | 05  | Kim Joongkun   | NEX  | Toutes |
| Seohan GP                 | 06  | Jang Hyunjin   | NEX  | Toutes |
| Seohan GP                 | 07  | Jeong Hoewon   | NEX  | Toutes |
| Vollgas Motorsports       | 04  | Jung Euichul   | H    | Toutes |
| Vollgas Motorsports       | 44  | Kim Jaejung    | H    | Toutes |
| ASA&Jun-Fitted            | 50  | Oh Hansol      | H    | 1-6, 8 |
| ASA&Jun-Fitted            | 77  | Park Jungjun   | H    | 1-6    |
| Sonic Motorsport-Atlas BX | 25  | Yang Yonghyeok | H    | Toutes |
| CJ Logistics Racing       | 03  | Jeong Yeonil   | K    | Toutes |
| CJ Logistics Racing       | 88  | Mun Sunghak    | K    | Toutes |
| L&K Motors                | 22  | Lee Eunjung    | K    | Toutes |
| L&K Motors                | 94  | Seo Joowon     | K    | Toutes |
| N'Fera Racing             | 12  | Hwang Jinwoo   | NEX  | Toutes |
| N'Fera Racing             | 15  | Hwang Doyun    | NEX  | Toutes |
| Brand New Racing          | 87  | Lee Hyojun     |      | 2-8    |

Note,,:

### Kumho GT
| Équipes             | No.       | Pilote(s)        | Manche    |
| Kumho GT1           | Kumho GT1 | Kumho GT1        | Kumho GT1 |
| ------------------- | --------- | ---------------- | --------- |
| 2K Body Racing Team | 20        | Yeon Sang-beom   |           |
| 2K Body Racing Team | 55        | Yoon Jeong-ho    |           |
| 2K Body Racing Team | 62        | Jeong Byeong-min |           |
| Beat R&D            | 6         | Jung Won-hyung   |           |
| Beat R&D            | 79        | Nam Ki-Moon      |           |
| BMP Performance     | 95        | Moon Seeun       |           |
| Brand New Racing    | 22        | Lee Hyo-jun      |           |
| Brand New Racing    | 36        | Park Jun-seo     |           |
| Brand New Racing    | 38        | Park Gyu-seumg   |           |
| Brand New Racing    | 58        | Na Yeon-woo      |           |
| Brand New Racing    | 61        | Ko Seun          |           |
| Brand New Racing    | 91        | Lee Jae-jin      |           |
| E-rain Motorsport   | 17        | Park Jong-geun   |           |
| E-rain Motorsport   | 19        | Kim Sung-hyun    |           |
| E-rain Motorsport   | 69        | Han Min-kwan     |           |
| Grit Motorsport     | 66        | Lee Chang-woo    |           |
| Grit Motorsport     | 67        | Cho Hoon-hyun    |           |
| Jun Motors Racing   | 25        | Kim Young-chan   |           |
| Jun-Fitted Racing   | 21        | Kim Hak-kyum     |           |
| Jun-Fitted Racing   | 88        | Syn Suegyeong    |           |
| L&K Motors          | 80        | Lee Yong-tae     |           |
| Luxon               | 44        | Kang Min-jae     |           |
| MMX MotorSports     | 5         | Park Suk-chan    |           |
| MMX MotorSports     | 90        | Lee Dong-whan    |           |
| One Racing          | 2         | Kim Don-geun     |           |
| One Racing          | 8         | Lim Min-jin      |           |
| One Racing          | 10        | Song Young-kwang |           |
| One Racing          | 12        | Kim Tae-hoon     |           |
| Seohan GP           | 1         | Jung Kyung-hun   |           |
| Seohan GP           | 98        | Kang Jin-sung    |           |
| With Motor Sports   | 50        | Je Sun-Guk       |           |
| With Motor Sports   | 81        | Park Dong-sup    |           |
| Kumho GT2           |           |                  |           |
| BMP Performance     | 46        | Min Choong-siek  |           |
| BMP Performance     | 86        | Kim Seong-hoon   |           |
| With Motor Sports   | 11        | Park Jae-hong    |           |
| With Motor Sports   | 78        | Kim Hyun-tae     |           |

### Cadillac CT4
| No. | Pilote(s)      | Manche |
| --- | -------------- | ------ |
| 1   | Byun Jeong-ho  |        |
| 7   | Lee Young-min  |        |
| 10  | Ham Seung-wan  |        |
| 32  | Yoo Jae-hyung  |        |
| 40  | Park Hyun-jun  |        |
| 42  | Lee Chang-hak  |        |
| 66  | Lee Seok-woo   |        |
| 70  | Kim Moon-su    |        |
| 76  | Shin Il-kyoung |        |
| 81  | Ra Deok-yeon   |        |
| 83  | Kim Jae-ik     |        |
| 86  | Jung In-seung  |        |
| 91  | Kim Dong-yun   |        |

## Résultats et classement

### Résumé de la Saison (Super 6000)
| Manche | Circuits                    | Pole position  | Meilleur tour | Pilote Vainqueur | Équipe Vainqueur     | Pneu Vainqueur |
| ------ | --------------------------- | -------------- | ------------- | ---------------- | -------------------- | -------------- |
| 1      | Everland Speedway           | Kim Jongkyum   | Kim Jongkyum  | Kim Jongkyum     | Atlas BX Motorsports | Hankook        |
| 2      | Korea International Circuit | Kim Jae-jung   | Kim Jae-jung  | Kim Jae-jung     | Vollgas Motorsports  | Nexen          |
| 3      | Inje Speedium               | Roelof Bruins  | Steven Cho    | Roelof Bruins    | Atlas BX Motorsports | Hankook        |
| 4      | Korea International Circuit | Jung Euichul   | Jung Euichul  | Jung Euichul     | Vollgas Motorsports  | Nexen          |
| 5      | Inje Speedium               | Steven Cho     | Steven Cho    | Steven Cho       | Atlas BX Motorsports | Hankook        |
| 6      | Korea International Circuit | Lee Chang-wook |               | Jang Hyun Jin    | Seohan GP            | Nexen          |
| 7      | Everland Speedway           | Jung Euichul   |               | Lee Chanjoon     | ECSTA Racing         | Kumho          |
| 8      | Everland Speedway           | Kim Jae-jung   |               | Kim Jae-jung     | Vollgas Motorsports  | Nexen          |

### Super 6000
Système de points
Les points de la course sont attribués aux 10 premiers pilotes classés et 1 point supplémentaire est donnés aux pilotes réalisant plus de 75% de la course. Des points sont attribués aux trois premiers classés des qualifications. Ce système d'attribution des points est utilisé pour chaque course du championnat.
|               | 1er | 2e | 3e | 4e | 5e | 6e | 7e | 8e | 9e | 10e | + 75% |
| Course        | 25  | 18 | 15 | 12 | 10 | 8  | 6  | 4  | 2  | 1   | 1     |
| Qualification | 3   | 2  | 1  |    |    |    |    |    |    |     |       |

| Pos. | Pilote         | EVE1 | KIC1 | INJN  | KIC2 | INJ  | KIC3 | EVE2 | EVE3  | Points |
| ---- | -------------- | ---- | ---- | ----- | ---- | ---- | ---- | ---- | ----- | ------ |
| 1    | Kim Jongkyum   | 1    | 4    | 6     | 3    | 18   | 3    | 5    | 4     | 106    |
| 2    | Kim Jaejung    | Abd. | 1    | 10    | 2    | 2    | Abd. | 152  | 1     | 105    |
| 3    | Jang Hyunjin   | 11   | 2    | 7     | 7    | 4    | 12   | Abd. | 2     | 94     |
| 4    | Lee Chanjoon   | 3    | Abd. | 3     | 5    | 9    | 4    | 13   | 7     | 92     |
| 5    | Steven Cho     | 23   | 12   | 2     | 14   | 1    | 13   | 6    | 14    | 81     |
| 6    | Jung Euichul   | 4    | 11   | Abd.3 | 1    | 83   | Np.3 | 41   | Abd.2 | 73     |
| 7    | Roelof Bruins  | 18   | 143  | 1     | 4    | 5    | Abd. | 7    | 5     | 72     |
| 8    | Lee Changwook  | 62   | 162  | 4     | 193  | 13   | 21   | 3    | 9     | 70     |
| 9    | Lee Jungwoo    | 13   | 9    | 5     | 8    | 3    | 5    | 2    | Abd.  | 66     |
| 10   | Jeong Hoewon   | 16   | 5    | 12    | 10   | 6    | 7    | 11   | 3     | 49     |
| 11   | Kim Joongkun   | 15   | 3    | 8     | 6    | 12   | 10   | Abd. | 8     | 39     |
| 12   | Hwang Jinwoo   | 10   | 8    | 16    | 11   | 11   | 6    | 8    | 6     | 35     |
| 13   | Seo Joowon     | 7    | 6    | 11    | Abd. | 7    | 8    | 10   | 11    | 35     |
| 14   | Oh Hansol      | 5    | Abd. | Abd.  | 9    | Abd. | Abd. |      | Abd.  | 14     |
| 15   | Hwang Doyun    | 12   | 7    | Abd.  | 12   | 10   | Abd. | 9    | Abd.3 | 14     |
| 16   | Park Jungjun   | 8    | 17   | 13    | 13   | 14   | 9    |      |       | 12     |
| 17   | Mun Sunghak    | 9    | 10   | 9     | 20   | Abd. | Abd. | 12   | 10    | 11     |
| 18   | Yang Yonghyeok | 14   | 13   | 15    | 16   | 17   | 11   | 13   | 12    | 8      |
| 19   | Lee Eunjung    | 17   | 18   | 17    | 18   | 19   | 12   | 14   | 15    | 8      |
| 20   | Lee Hyojun     |      | 15   | 14    | 17   | 16   | Abd. | Abd. | 13    | 5      |
| 21   | Jeong Yeonil   | Abd. | Abd. | Abd.  | 15   | 15   | Abd. | Abd. | Abd.  | 2      |

| Pos. | Pilote                    | EVE1 | KIC1 | INJN | KIC2 | INJ | KIC3 | EVE2 | EVE3 | Points |
| ---- | ------------------------- | ---- | ---- | ---- | ---- | --- | ---- | ---- | ---- | ------ |
| 1    | Atlas BX Motorsports      | 1    | 6    | 1    | 2    | 1   | 3    | 2    | 3    | 185    |
| 2    | Vollgas Motorsports       | 3    | 2    | 4    | 1    | 2   | 6    | 3    | 1    | 178    |
| 3    | ECSTA Racing              | 2    | 5    | 2    | 4    | 3   | 2    | 1    | 5    | 158    |
| 4    | Seohan GP                 | 8    | 1    | 3    | 3    | 4   | 1    | 6    | 2    | 133    |
| 5    | N'Fera Racing             | 6    | 3    | 8    | 6    | 6   | 4    | 4    | 4    | 49     |
| 6    | L&K Motors                | 5    | 4    | 6    | 8    | 5   | 5    | 5    | 6    | 43     |
| 7    | ASA&Jun-Fitted            | 4    | 8    | 7    | 5    | 7   | 7    | 9    | 10   | 26     |
| 8    | CJ Logistics Racing       | 7    | 7    | 5    | 7    | 8   | 9    | 7    | 7    | 13     |
| 9    | Sonic Motorsport-Atlas BX | 9    | 9    | 9    | 9    | 9   | 8    | 8    | 8    | 8      |
| 10   | Brand New Racing          |      | 10   | 10   | 10   | 10  | 10   | 10   | 9    | 5      |

| Pos. | Pilote  | EVE1 | KIC1 | INJN | KIC2 | INJ | KIC3 | EVE2 | EVE3 | Points |
| ---- | ------- | ---- | ---- | ---- | ---- | --- | ---- | ---- | ---- | ------ |
| 1    | Hankook | 1    | 2    | 1    | 1    | 1   | 3    | 2    | 1    | 437    |
| 2    | Kumho   | 2    | 3    | 2    | 3    | 3   | 1    | 1    | 3    | 265    |
| 3    | Nexen   | 3    | 1    | 3    | 2    | 2   | 2    | 3    | 2    | 231    |

| Couleur  | Résultat                                                                                         |
| -------- | ------------------------------------------------------------------------------------------------ |
| Or       | Vainqueur                                                                                        |
| Argent   | 2e place                                                                                         |
| Bronze   | 3e place                                                                                         |
| Vert     | Classé dans les points                                                                           |
| Bleu     | Classé hors des points Non classé (Nc.)                                                          |
| Violet   | Abandon (Abd.)                                                                                   |
| Rouge    | Non qualifié (Nq.) Non pré-qualifié (Npq.)                                                       |
| Noir     | Disqualifié (Dsq.)                                                                               |
| Blanc    | Non partant (Np.) Forfait (Forf.) Suspendu (Susp.) Course annulée (A.)                           |
| Gras     | Pole position                                                                                    |
| Italique | Meilleur tour en course                                                                          |
| *        | Le pilote a abandonné mais est classé pour avoir parcouru plus de 90 % de la distance de course. |
| +        | Résultat en course Sprint (si arrivée dans les points).                                          |